# Tägerschen
Tägerschen (toponimo tedesco) è una frazione del comune svizzero di Tobel-Tägerschen, nel Canton Turgovia (distretto di Münchwilen).

## Storia

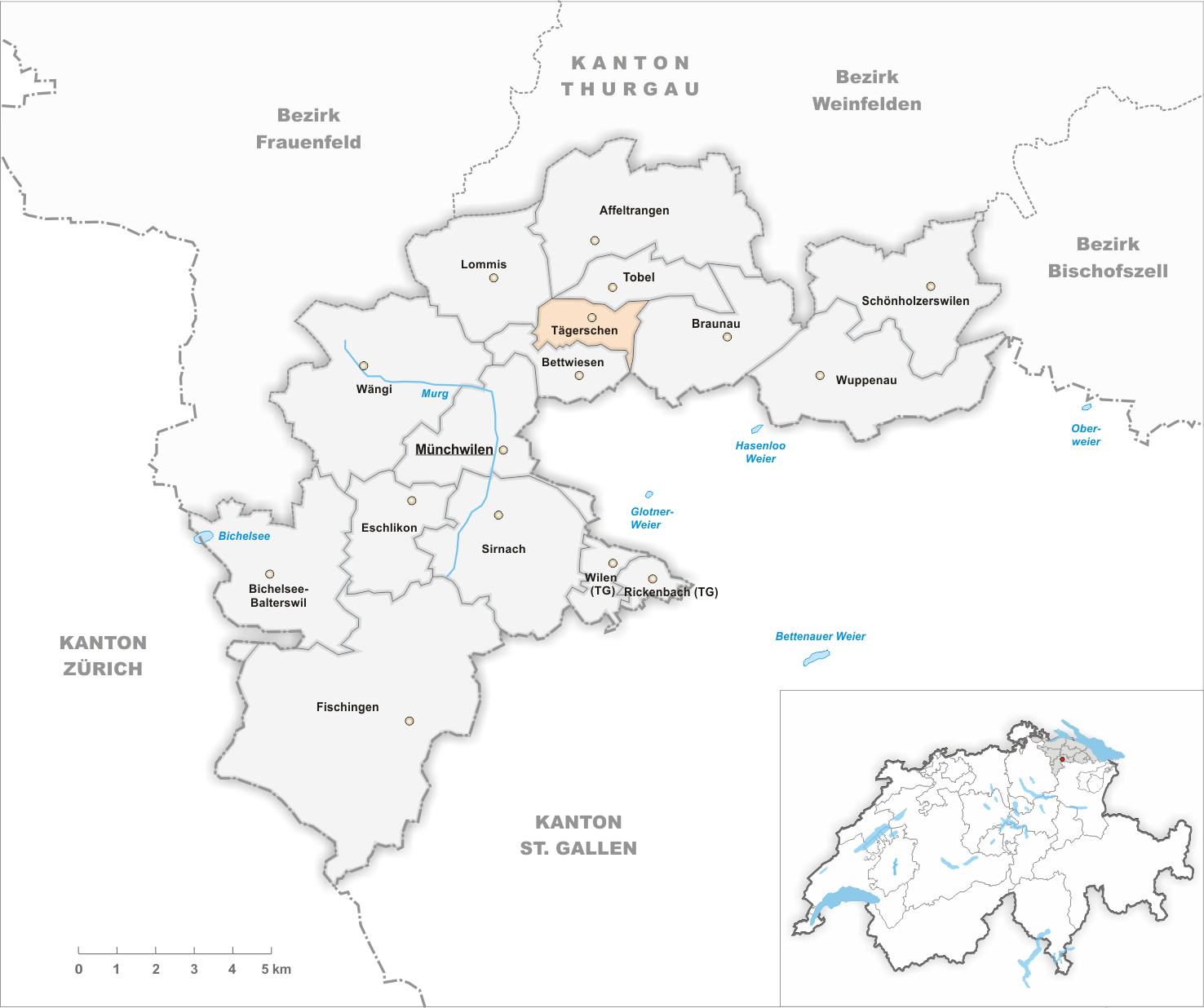
Il territorio del comune di Tägerschen prima degli accorpamenti comunali del 1999

Già comune autonomo (Ortsgemeinde) che comprendeva anche le frazioni di Karlishub e Thürn, nel 1997 è stato aggregato all'altro comune soppresso di Tobel per formare il nuovo comune di Tobel-Tägerschen.

## Società

### Evoluzione demografica
L'evoluzione demografica è riportata nella seguente tabella:
Abitanti censiti

## Amministrazione
Ogni famiglia originaria del luogo fa parte del cosiddetto comune patriziale e ha la responsabilità della manutenzione di ogni bene ricadente all'interno dei confini della frazione.

## Infrastrutture e trasporti
È servito dall'omonima stazione sulla ferrovia Mittelthurgaubahn.